# Denkmalrat Schleswig-Holstein
Der Denkmalrat Schleswig-Holstein ist ein ehrenamtliches Beratergremium für Denkmalfragen in Schleswig-Holstein.

## Aufgabe
Der Denkmalrat wird von der obersten Denkmalbehörde, dem Ministerium, gebildet und berät die Denkmalschutzbehörden. Seine Mitglieder sind ehrenamtlich tätig und auf Zeit ernannt worden. Der Denkmalrat ist unabhängig und kann sich zu Einzelfällen sowie zu grundsätzlichen und aktuellen Fragestellungen des Denkmalschutzes und der Denkmalpflege äußern. Er kann auch Empfehlungen aussprechen. Bei Widersprüchen gegen die Eintragung von beweglichem Kulturgut und vor Ausweisungen von Schutzzonen ist er anzuhören.

## Rechtslage
Aufgrund der Kulturhoheit der Länder gibt es in Deutschland unterschiedliche Regelungen zur Denkmalpflege und der Gestaltung der Denkmalräte oder auch Landesdenkmalräte, wie sie in anderen Bundesländern genannt werden. Der Denkmalrat in Schleswig-Holstein berät die oberste Denkmalschutzbehörde und Denkmalfachbehörden. Dieses ist in dem Denkmalschutzgesetz Schleswig-Holstein in § 4 definiert.

## Mitglieder des Denkmalrates
- Detlev-Werner von Bülow (Arbeitsgemeinschaft der Grundbesitzerverbände)
- Marie-Luise Görlitz (Evangelisch-Lutherische Kirche in Norddeutschland)
- Hans-Michael Hansberg (Arbeitsgemeinschaft der kommunalen Landesverbände)
- Burkhard von Hennigs (Ministerium für Bildung, Wissenschaft und Kultur als Oberste Denkmalschutzbehörde)
- Henning Höppner (Schleswig-Holsteinischer Heimatbund)
- Christoph Kostka (Verband der norddeutschen Wohnungsunternehmer)
- Johann-Heinrich Karstens (Schleswig-Holsteinische Landwirtschaftskammer)
- Christian Leonhardt (Verband der Restauratoren)
- Heike Mahrt (Handwerkskammer Schleswig-Holstein)
- Traute Meyer (Obere Denkmalschutzbehörde)
- Horst Müller (Arbeitsgemeinschaft der Industrie- und Handelskammern zu Flensburg, zu Kiel und zu Lübeck / Vereinigung der Unternehmensverbände in Hamburg und Schleswig-Holstein)
- Ulrich Müller (Obere Denkmalschutzbehörde)
- Ernst-Wilhelm Rabius (Ministerium für Bildung, Wissenschaft und Kultur als Oberste Denkmalschutzbehörde)
- Helmut Riemann (Architekten- und Ingenieurkammer Schleswig-Holstein)
- Christine Scheer (Interessengemeinschaft Bauernhaus / Baupflege)
- Michael Schlüter (Verband Schleswig-Holsteinischer Haus-, Wohnungs- und Grundeigentümer e.V.)
- Jan Simonsen (Evangelisch-Lutherische Kirche in Norddeutschland)
- Hans-Werner Tovar (Arbeitsgemeinschaft der kommunalen Landesverbände)

## Nachweise
1. ↑  https://www.schleswig-holstein.de/DE/Landesregierung/LD/Organisation/DenkmalratBeiraete/_documents/DenkmalratBeiraete.html